# RSC Anderlecht in het seizoen 1992/93
Dit artikel beschrijft de prestaties van de Belgische voetbalclub RSC Anderlecht in het seizoen 1992–1993, waarin de Brusselse club kampioen werd.

## Gebeurtenissen

### Trainerswissel
Anderlecht was uitgekeken op trainer Aad de Mos, die in drie seizoenen bij de Brusselse club met een landstitel en het bereiken van een Europese finale goed gepresteerd had, maar die met zijn eigenzinnig gedrag – zo reed hij rond met een Mercedes met kenteken AAD-300, had hij bij de titelviering in 1991 een veldbestorming veroorzaakt en werd hij ervan verdacht zijn belangenvertegenwoordiger Ger Lagendijk bij de club binnen te loodsen – ook enkele bestuursleden tegen de haren had ingestreken. De Nederlander werd in 1992 opgevolgd door gewezen Anderlechtspeler Luka Peruzović.
De Kroaat was nog maar enkele jaren gestopt met voetballen. In oktober 1991 was hij hoofdcoach geworden van Sporting Charleroi. Hij werd beschouwd als een leerling van Tomislav Ivić, zijn succesvolle landgenoot onder wie hij in de jaren 1970 en '80 getraind had bij zowel Hajduk Split als Anderlecht. Peruzović had weinig contact met zijn spelers, die hij bovendien voortdurend op afzondering stuurde. Hoewel niet al de spelers op dezelfde golflengte zaten als de introverte Kroaat presteerden ze wel uitstekend onder de nieuwe trainer. Anderlecht boekte in de eerste maanden van de competitie ruime zeges tegen onder meer Lommel SK (0–4), Club Luik (1–6) en Cercle Brugge (2–5). Anderlecht stond aan de leiding in het klassement, maar bepaalde spelers begonnen zich desondanks steeds vaker te storen aan de manier van werken van Peruzović, die een man van weinig woorden was en met zijn defensief spelsysteem niet voor attractief voetbal stond. Graeme Rutjes nam de trainer op de korrel in een controversieel interview met Voetbal International en Marc Degryse uitte kritiek voor het Europese duel tegen Hibernian. Het Anderlechtbestuur besloot in te grijpen; op zondag 10 januari 1993 maakte voorzitter Constant Vanden Stock aan Marc Degryse duidelijk dat Peruzović zou ontslagen worden. Vier dag later, op 14 januari 1993, werd hij aan de deur gezet en werd Johan Boskamp aangesteld als zijn opvolger. Boskamp, die bij tweedeklasser KV Kortrijk werd weggeplukt, had in de jaren 1970 met manager Michel Verschueren samengewerkt bij RWDM. In de (Franstalige) media werd Degryse bestempeld als de spilfiguur achter het trainersontslag, dat verder ook gesteund zou geweest zijn door Luc Nilis, John Bosman en Peter van Vossen. Spelers als Michel De Wolf en Philippe Albert begrepen dan weer niet waarom de coach ontslagen was.
Het ontslag zorgde voor veel ophef. Zowel supporters als journalisten begrepen niet waarom een coach die aan de leiding stond ontslagen werd. Ook de keuze voor Boskamp, die gebrekkig Frans sprak en een roemrijk verleden had bij een stadsrivaal, werd aanvankelijk niet op enthousiasme onthaald. In zijn eerste wedstrijd als Anderlechtcoach speelde hij bovendien gelijk tegen zijn ex-club RWDM. Nadien zette Anderlecht een indrukwekkende zegereeks neer. Het werd landskampioen met dertien punten voorsprong. Boskamp zelf zou in de loop der jaren met zijn Rotterdamse tongval, bulderlach, bijnamen voor spelers en potige stijl uitgroeien tot een publiekslieveling en mediafiguur.

### Transfers
KV Mechelen was eind jaren 1980 een van de grootste concurrenten van Anderlecht. In de jaren 1990 kreeg John Cordier, voorzitter van de Mechelse club, financiële problemen met zijn onderneming Telindus. Derhalve werden enkele belangrijke spelers voor veel geld verkocht. In de zomer van 1992 maakte zowel Philippe Albert als Marc Emmers de overstap naar concurrent Anderlecht. Met verder nog Rutjes, Bosman en Bruno Versavel in de selectie beschikte Anderlecht zo over vijf spelers met een verleden bij KV Mechelen. Bij KSK Beveren plukte Anderlecht aanvaller Peter van Vossen weg; hij werd de vierde Nederlander in de selectie.
Anderlecht nam ondertussen afscheid van enkele jonge spelers. De Braziliaanse aanvaller Luis Oliveira werd voor 140 miljoen BEF (zo'n 3,5 miljoen euro) verkocht aan het Italiaanse Cagliari. Gert Verheyen, die er niet in geslaagd was bij Anderlecht door te breken, vertrok naar Club Brugge. De 23-jarige verdediger Benjamin Debusschere ging bij RFC Seraing op zoek naar meer speelkansen en de Zweedse middenvelder Pär Zetterberg werd voor het tweede jaar op rij uitgeleend aan Charleroi.

### Competitie
Anderlecht begon uitstekend aan het seizoen. Het won vijf keer op rij, waaronder de topper tegen KV Mechelen. Het thuisduel tegen de Antwerpse club eindigde op 1–0 na een doelpunt van John Bosman. Het team van trainer Peruzović liet in de heenronde amper punten liggen. Slechts één keer werd er verloren. Op de achtste speeldag ging Anderlecht voor eigen supporters met 2–5 onderuit tegen KSV Waregem. De West-Vlamingen kwamen nog voor de rust 2–4 voor en zagen hoe Marc Degryse vlak voor de rust uitgesloten werd. Met tien spelers kon Anderlecht de scheve situatie niet meer rechtzetten.
Ondanks de eenmalige uitschuiver kwam Anderlecht zelden in de problemen. Het won de belangrijke duels tegen AA Gent (1–0) en Antwerp FC (2–0) en speelde in de toppers tegen Standard Luik (1–1) en Club Brugge (0–0) telkens gelijk. Anderlecht sloot zo de heenronde af als leider, met slechts één nederlaag.
Desondanks groeide binnen de spelersgroep de onvrede over trainer Peruzović. Na de eerste wedstrijd van de terugronde besloot het bestuur in te grijpen. Anderlecht won met 4–2 van Lommel maar besloot desondanks om een einde te maken aan de samenwerking met Peruzović. Johan Boskamp werd vervolgens aangesteld als nieuwe hoofdcoach.
Boskamp kwam in zijn eerste wedstrijd als Anderlechttrainer niet verder dan een gelijkspel tegen zijn ex-club RWDM. Het werd 2–2 na een late gelijkmaker van gewezen Anderlechtspeler Frank Vercauteren. Nadien zette Anderlecht een indrukwekkende zegereeks neer. De Brusselaars wonnen onder Boskamp acht duels op rij, waaronder de topper tegen KV Mechelen. Reeds op 10 april 1993 kroonde Anderlecht zich tot kampioen, na een zege tegen Lierse SK. In de daaropvolgende weken bleef Anderlecht goed presteren en won het nog de toppers tegen Standard (2–0) en Club Brugge (1–0). Pas op de slotspeeldag verloor Boskamp zijn eerste duel als Anderlechttrainer. De Brusselaars verloren toen met 2–1 van Sporting Charleroi.

### Beker van België
In de Beker van België loodste Luka Peruzović zijn elftal voorbij Sporting Lokeren en Club Luik naar de kwartfinale. In januari 1993 werd hij ontslagen en nam Johan Boskamp de leiding over. Onder de Nederlander won Anderlecht in de kwartfinale met 7–1 van tweedeklasser Verbroedering Geel, na onder meer vier doelpunten van John Bosman.
Na het beëindigen van de competitie speelde Anderlecht in de halve finale tegen Sporting Charleroi, dat enkele weken eerder al van Anderlecht had gewonnen op de laatste speeldag van de competitie. In het team van trainer Robert Waseige was Anderlecht-huurling Pär Zetterberg inmiddels uitgegroeid tot een sleutelfiguur. Charleroi won zowel de heen- als terugwedstrijd en mocht zo voor het eerst sinds 1978 naar de finale, die in het Constant Vanden Stockstadion georganiseerd werd.

### UEFA Cup
Anderlecht knokte zich in de eerste ronde van de UEFA Cup voorbij het Schotse Hibernian. Zowel de heen- als terugwedstrijd eindigde in een gelijkspel, maar omdat Anderlecht een uitdoelpunt meer had gescoord dan de Schotten mocht het door naar de volgende ronde. Daarin won Anderlecht overtuigend van Dynamo Kiev. In het Astridpark werden de Oekraïners met 4–2 verslagen na doelpunten van Nilis, Degryse, Bruno Versavel en Van Vossen. De terugwedstrijd in Kiev eindigde in een ruime zege dankzij goals van opnieuw Nilis (2x) en Van Vossen.
In de 1/8 finale stootte Anderlecht op het Paris Saint-Germain van de Portugese coach Artur Jorge. De heenwedstrijd in het Parc des Princes eindigde in een scoreloos gelijkspel. PSG-aanvaller David Ginola werd al vroeg in de eerste helft uitgesloten. Desondanks stelde Peruzović aan de rust niks bij; hij bleef met vijf verdedigers spelen. In de tweede helft viel Anderlecht zelf met tien spelers na de uitsluiting van Albert. Het duel eindigde uiteindelijk in een scoreloos gelijkspel. In de terugwedstrijd, die zonder de geschorste Albert en Degryse werd afgewerkt, werd het opnieuw een gelijkspel. Bosman bracht Anderlecht op voorsprong, maar PSG maakte twintig minuten later gelijk via Antoine Kombouaré. Door het Franse uitdoelpunt lag Anderlecht uit het toernooi en kon het niet Europees overwinteren.

### Individuele prijzen
Enkele maanden na zijn overstap van Mechelen naar Anderlecht werd Philippe Albert bekroond met de Gouden Schoen. De bikkelharde verdediger was een jaar eerder al eens tweede geëindigd bij de prijsuitreiking. Albert volgde zijn ploeggenoot Marc Degryse op, die in het referendum pas zevende werd. De dag na de uitreiking raakte ook het nieuws bekend dat Anderlechttrainer Luka Peruzović ontslagen was.
Aan het einde van het seizoen werd Pär Zetterberg voor het eerst verkozen tot Profvoetballer van het Jaar. De Zweed stond onder contract bij Anderlecht, maar werd al sinds 1991 uitgeleend aan Charleroi, waar hij volledig was doorgebroken. Tijdens het seizoen 1992/93 had hij zich met Charleroi meermaals getoond tegen zijn werkgever. Zo verloor Anderlecht op de slotspeeldag van de Henegouwers, die de Brusselaars nadien ook uitschakelden in de halve finale van de beker.
- Gouden Schoen – Philippe Albert

## Spelerskern
| Naam                  | Nationaliteit | Geboortedatum | Vorige club                |
| --------------------- | ------------- | ------------- | -------------------------- |
| Keepers               |               |               |                            |
| Filip De Wilde        | België        | 05-07-1964    | SK Beveren (1981–1987)     |
| Peter Maes            | België        | 01-06-1964    | KRC Mechelen (1989–1990)   |
| Serge Sironval        | België        | 03-09-1971    | /                          |
| Verdedigers           |               |               |                            |
| Philippe Albert       | België        | 10-08-1967    | KV Mechelen (1989–1992)    |
| Isaac Asare           | Ghana         | 01-09-1974    | /                          |
| Bertrand Crasson      | België        | 05-10-1971    | /                          |
| Jean-François De Sart | België        | 18-12-1961    | Club Luik (1979–1991)      |
| Michel De Wolf        | België        | 19-01-1958    | KV Kortrijk (1988–1990)    |
| Wim Kooiman           | Nederland     | 09-09-1960    | Cercle Brugge (1980–1988)  |
| Guy Marchoul          | België        | 04-11-1965    | Lierse SK (1991–1992)      |
| Graeme Rutjes         | Nederland     | 26-03-1960    | KV Mechelen (1985–1990)    |
| Middenvelders         |               |               |                            |
| Danny Boffin          | België        | 10-07-1965    | Club Luik (1987–1991)      |
| Marc Degryse          | België        | 04-09-1965    | Club Brugge (1983–1989)    |
| Marc Emmers           | België        | 25-02-1966    | KV Mechelen (1987–1992)    |
| Jean-Marie Houben     | België        | 24-11-1966    | Club Luik (1985–1991)      |
| Nii Lamptey           | Ghana         | 10-12-1974    | /                          |
| Charly Musonda        | Zambia        | 22-08-1969    | Cercle Brugge (1986–1987)  |
| Olivier Pypens        | België        | 09-09-1972    | /                          |
| Alain Van Baekel      | België        | 20-06-1961    | KSV Waregem (1983–1990)    |
| Bruno Versavel        | België        | 27-08-1967    | KV Mechelen (1988–1992)    |
| Johan Walem           | België        | 01-02-1972    | /                          |
| Aanvallers            |               |               |                            |
| John Bosman           | Nederland     | 01-02-1965    | PSV (1990–1991)            |
| Luc Nilis             | België        | 25-05-1967    | KFC Winterslag (1984–1986) |
| Yaw Preko             | Ghana         | 08-09-1974    | /                          |
| Peter van Vossen      | Nederland     | 21-04-1968    | KSK Beveren (1989–1992)    |

- B-kern: Philip Osondu

### Technische staf
|                    |                      |               |                               |
| Functie            | Naam                 | Nationaliteit | Opmerking                     |
| Coach              | Johan Boskamp (foto) | Nederland     | Vanaf 14 januari 1993.        |
| Coach              | Luka Peruzović       | Kroatië       | Ontslagen op 14 januari 1993. |
| Assistent-coach    | Jean Dockx           | België        |                               |
| Keeperstrainer     | Nico de Bree         | Nederland     |                               |
| Ploegafgevaardigde | Pierre Leroy         | België        |                               |

## Resultaten
Een overzicht van de competities waaraan Anderlecht in het seizoen 1992-1993 deelnam.
| Seizoen 1992/93  | Seizoen 1992/93 | Seizoen 1992/93     |
| Competitie       | Resultaat       | Uitgeschakeld door  |
| ---------------- | --------------- | ------------------- |
| Eerste klasse    | Kampioen        |                     |
| Beker van België | Halve finale    | Sporting Charleroi  |
| UEFA Cup         | 1/8 finale      | Paris Saint-Germain |

## Uitrustingen
Shirtsponsor(s): Generale Bank

Sportmerk: adidas
| Thuis | Uit | Doelman | Doelman |

## Transfers

### Zomer
| Naam                 | Nationaliteit | Van/naar           | Type       |
| -------------------- | ------------- | ------------------ | ---------- |
| Inkomend             |               |                    |            |
| Philippe Albert      | België        | KV Mechelen        | Gekocht    |
| Marc Emmers          | België        | KV Mechelen        | Gekocht    |
| Peter van Vossen     | Nederland     | SK Beveren         | Gekocht    |
| Philip Osondu        | Nigeria       | RWDM               | Einde huur |
| Uitgaand             |               |                    |            |
| Benjamin Debusschere | België        | RFC Seraing        | Verkocht   |
| Luis Oliveira        | België        | Cagliari           | Verkocht   |
| Gert Verheyen        | België        | Club Brugge        | Verkocht   |
| Pär Zetterberg       | Zweden        | Sporting Charleroi | Huur       |

## Eerste klasse

### Wedstrijden
| Wedstrijddetails                                          | Thuisploeg                                                  | Uitslag                     | Uitploeg                                                               | Opstelling | Rode kaarten |
| --------------------------------------------------------- | ----------------------------------------------------------- | --------------------------- | ---------------------------------------------------------------------- | --- | ------------ |
| Heenronde                                                 |                                                             |                             |                                                                        | |              |
| 7 augustus 1992 Stedelijk Sportstadion Lommel             | Lommel SK                                                   | 0-4                         | RSC Anderlecht                                                         | De Wilde Emmers, De Sart, Rutjes, De Wolf, Crasson Kooiman, Degryse, Boffin Bosman (72' Versavel), Van Vossen                |              |
| 7 augustus 1992 Stedelijk Sportstadion Lommel             |                                                             | 0-1 0-2 0-3 0-4             | 21' Emmers 51' Boffin 65' Bosman 86' Versavel                          | De Wilde Emmers, De Sart, Rutjes, De Wolf, Crasson Kooiman, Degryse, Boffin Bosman (72' Versavel), Van Vossen                |              |
| 15 augustus 1992 Constant Vanden Stockstadion Anderlecht  | RSC Anderlecht                                              | 3-2                         | RWDM                                                                   | De Wilde Emmers, Albert (81' Rutjes), Versavel, De Wolf, Crasson Kooiman (63' Walem), Degryse, Boffin Bosman, Van Vossen     |              |
| 15 augustus 1992 Constant Vanden Stockstadion Anderlecht  | 37' Versavel 66' Degryse' 70' Versavel                      | 1-0 1-1 2-1 3-1 3-2         | 44' Lörincz 76' Wawa                                                   | De Wilde Emmers, Albert (81' Rutjes), Versavel, De Wolf, Crasson Kooiman (63' Walem), Degryse, Boffin Bosman, Van Vossen     |              |
| 19 augustus 1992 Daknamstadion Lokeren                    | KSC Lokeren                                                 | 0-2                         | RSC Anderlecht                                                         | De Wilde De Wolf, Albert, Crasson, Rutjes, Versavel (54' Bosman) Emmers, Walem, Boffin Degryse, Van Vossen                   |              |
| 19 augustus 1992 Daknamstadion Lokeren                    |                                                             | 0-1 0-2                     | 72' Crasson 75' Bosman                                                 | De Wilde De Wolf, Albert, Crasson, Rutjes, Versavel (54' Bosman) Emmers, Walem, Boffin Degryse, Van Vossen                   |              |
| 22 augustus 1992 Constant Vanden Stockstadion Anderlecht  | RSC Anderlecht                                              | 1-0                         | KV Mechelen                                                            | De Wilde Emmers, Albert, Crasson, De Wolf, Kooiman Degryse, Walem, Boffin Bosman, Van Vossen (83' Versavel)                  |              |
| 22 augustus 1992 Constant Vanden Stockstadion Anderlecht  | 38' Bosman                                                  | 1-0                         |                                                                        | De Wilde Emmers, Albert, Crasson, De Wolf, Kooiman Degryse, Walem, Boffin Bosman, Van Vossen (83' Versavel)                  |              |
| 5 september 1992 Stade Vélodrome de Rocourt Luik          | Club Luik                                                   | 1-6                         | RSC Anderlecht                                                         | De Wilde Rutjes, Albert, Crasson, De Wolf, Kooiman Degryse, Versavel (69' Walem), Boffin Bosman, Van Vossen                  |              |
| 5 september 1992 Stade Vélodrome de Rocourt Luik          | 72' Ernès                                                   | 0-1 0-2 0-3 0-4 1-4 1-5 1-6 | 9' Degryse 15' Versavel 42' Bosman 62' Versavel 86' Degryse 90' Boffin | De Wilde Rutjes, Albert, Crasson, De Wolf, Kooiman Degryse, Versavel (69' Walem), Boffin Bosman, Van Vossen                  |              |
| 11 september 1992 Constant Vanden Stockstadion Anderlecht | RSC Anderlecht                                              | 0-0                         | SK Beveren                                                             | De Wilde De Sart, Albert, Crasson, De Wolf, Kooiman (13' Walem) Degryse, Versavel (66' Nilis), Boffin Bosman, Van Vossen     |              |
| 11 september 1992 Constant Vanden Stockstadion Anderlecht |                                                             |                             |                                                                        | De Wilde De Sart, Albert, Crasson, De Wolf, Kooiman (13' Walem) Degryse, Versavel (66' Nilis), Boffin Bosman, Van Vossen     |              |
| 20 september 1992 Jan Breydelstadion Brugge               | Cercle Brugge                                               | 2-5                         | RSC Anderlecht                                                         | De Wilde De Sart, Albert, Crasson, De Wolf, Kooiman Degryse, Versavel (65' Walem), Boffin Nilis (70' Bosman), Van Vossen     |              |
| 20 september 1992 Jan Breydelstadion Brugge               | 80' Wellens 87' Weber                                       | 0-1 0-2 0-3 0-4 1-4 2-4 2-5 | 31' Boffin 55' Albert 63' Nilis 78' Van Vossen 82' Van Vossen          | De Wilde De Sart, Albert, Crasson, De Wolf, Kooiman Degryse, Versavel (65' Walem), Boffin Nilis (70' Bosman), Van Vossen     |              |
| 25 september 1992 Constant Vanden Stockstadion Anderlecht | RSC Anderlecht                                              | 2-5                         | KSV Waregem                                                            | De Wilde De Sart (45' Nilis), Albert, Crasson, De Wolf Degryse, Versavel (78' Walem), Kooiman, Boffin Van Vossen, Bosman     | 45' Degryse  |
| 25 september 1992 Constant Vanden Stockstadion Anderlecht | 16' Degryse 38' Boffin                                      | 0-1 1-1 1-2 1-3 1-4 2-4 2-5 | 14' Descamps 20' Vidmar 24' Vidmar 28' Desloover 83' Teppers           | De Wilde De Sart (45' Nilis), Albert, Crasson, De Wolf Degryse, Versavel (78' Walem), Kooiman, Boffin Van Vossen, Bosman     | 45' Degryse  |
| 3 oktober 1992 Fenixstadion Genk                          | KRC Genk                                                    | 1-3                         | RSC Anderlecht                                                         | De Wilde Kooiman, Rutjes, Albert (79' Versavel), Crasson, De Wolf Degryse, Walem, Boffin Nilis, Van Vossen                   |              |
| 3 oktober 1992 Fenixstadion Genk                          | 88' Busuttil                                                | 0-1 0-2 0-3 1-3             | 22' Degryse 24' Crasson 61' Van Vossen                                 | De Wilde Kooiman, Rutjes, Albert (79' Versavel), Crasson, De Wolf Degryse, Walem, Boffin Nilis, Van Vossen                   |              |
| 17 oktober 1992 Constant Vanden Stockstadion Anderlecht   | RSC Anderlecht                                              | 2-0                         | Antwerp FC                                                             | De Wilde Kooiman, Rutjes, Albert, Crasson, De Wolf Degryse, Walem, Boffin Nilis (56' Maes), Van Vossen (76' Versavel)        | 56' De Wilde |
| 17 oktober 1992 Constant Vanden Stockstadion Anderlecht   | 44' Nilis 76' Van Vossen                                    | 1-0 2-0                     |                                                                        | De Wilde Kooiman, Rutjes, Albert, Crasson, De Wolf Degryse, Walem, Boffin Nilis (56' Maes), Van Vossen (76' Versavel)        | 56' De Wilde |
| 24 oktober 1992 Constant Vanden Stockstadion Anderlecht   | RSC Anderlecht                                              | 1-0                         | AA Gent                                                                | De Wilde Rutjes, Albert, Crasson, De Wolf Degryse, Walem, Boffin, Versavel Nilis, Van Vossen (85' Bosman)                    |              |
| 24 oktober 1992 Constant Vanden Stockstadion Anderlecht   | 59' Degryse                                                 | 1-0                         |                                                                        | De Wilde Rutjes, Albert, Crasson, De Wolf Degryse, Walem, Boffin, Versavel Nilis, Van Vossen (85' Bosman)                    |              |
| 7 november 1992 Herman Vanderpoortenstadion Lierse        | Lierse SK                                                   | 0-2                         | RSC Anderlecht                                                         | De Wilde Rutjes, Albert, Crasson, De Wolf (83' Kooiman) Degryse, Walem, Boffin, Versavel Nilis, Van Vossen                   |              |
| 7 november 1992 Herman Vanderpoortenstadion Lierse        |                                                             | 0-1 0-2                     | 53' Crasson 65' Versavel                                               | De Wilde Rutjes, Albert, Crasson, De Wolf (83' Kooiman) Degryse, Walem, Boffin, Versavel Nilis, Van Vossen                   |              |
| 20 november 1992 Constant Vanden Stockstadion Anderlecht  | RSC Anderlecht                                              | 2-0                         | Germinal Ekeren                                                        | De Wilde Rutjes, Kooiman, Crasson, De Wolf Degryse (90' Marchoul), Walem, Boffin, Versavel Nilis, Van Vossen (67' Bosman)    |              |
| 20 november 1992 Constant Vanden Stockstadion Anderlecht  | 74' Versavel 75' Nilis                                      | 1-0 2-0                     |                                                                        | De Wilde Rutjes, Kooiman, Crasson, De Wolf Degryse (90' Marchoul), Walem, Boffin, Versavel Nilis, Van Vossen (67' Bosman)    |              |
| 29 november 1992 Stade Maurice Dufrasne Luik              | Standard Luik                                               | 1-1                         | RSC Anderlecht                                                         | De Wilde Rutjes, Albert, Crasson (69' Bosman), De Wolf Degryse, Walem, Boffin, Versavel Nilis, Van Vossen (88' Kooiman)      |              |
| 29 november 1992 Stade Maurice Dufrasne Luik              | 12' Wilmots                                                 | 1-0 1-1                     | 78' Van Vossen                                                         | De Wilde Rutjes, Albert, Crasson (69' Bosman), De Wolf Degryse, Walem, Boffin, Versavel Nilis, Van Vossen (88' Kooiman)      |              |
| 4 december 1992 Constant Vanden Stockstadion Anderlecht   | RSC Anderlecht                                              | 4-1                         | Boom FC                                                                | Maes Van Baekel, Albert, Crasson, De Wolf Degryse, Walem, Boffin, Versavel (61' Musonda) Nilis (66' Kooiman), Bosman         |              |
| 4 december 1992 Constant Vanden Stockstadion Anderlecht   | 5' Nilis 22' Nilis 24' Bosman 51' Albert                    | 1-0 2-0 3-0 3-1 4-1         | 32' Lukaku                                                             | Maes Van Baekel, Albert, Crasson, De Wolf Degryse, Walem, Boffin, Versavel (61' Musonda) Nilis (66' Kooiman), Bosman         |              |
| 13 december 1992 Jan Breydelstadion Brugge                | Club Brugge                                                 | 0-0                         | RSC Anderlecht                                                         | De Wilde Kooiman, Rutjes, Albert, Crasson, Versavel Degryse, Walem, Boffin Nilis (87' Marchoul), Bosman (60' Van Vossen)     |              |
| 13 december 1992 Jan Breydelstadion Brugge                |                                                             |                             |                                                                        | De Wilde Kooiman, Rutjes, Albert, Crasson, Versavel Degryse, Walem, Boffin Nilis (87' Marchoul), Bosman (60' Van Vossen)     |              |
| 4 december 1992 Constant Vanden Stockstadion Anderlecht   | RSC Anderlecht                                              | 2-0                         | Sporting Charleroi                                                     | De Wilde Rutjes, Albert, Crasson, De Wolf Degryse, Walem, Boffin, Versavel Nilis, Van Vossen (60' Bosman)                    |              |
| 4 december 1992 Constant Vanden Stockstadion Anderlecht   | 30' Nilis 85' Nilis                                         | 1-0 2-0                     |                                                                        | De Wilde Rutjes, Albert, Crasson, De Wolf Degryse, Walem, Boffin, Versavel Nilis, Van Vossen (60' Bosman)                    |              |
| Terugronde                                                |                                                             |                             |                                                                        | |              |
| 9 januari 1993 Constant Vanden Stockstadion Anderlecht    | RSC Anderlecht                                              | 4-2                         | Lommel SK                                                              | De Wilde Rutjes, Albert, Crasson, De Wolf Degryse, Van Baekel (70' Lamptey), Boffin, Versavel Nilis, Van Vossen (70' Bosman) |              |
| 9 januari 1993 Constant Vanden Stockstadion Anderlecht    | 4' Albert 15' Nilis 43' Versavel 63' Nilis                  | 1-0 2-0 3-0 3-1 4-1 4-2     | 57' Haagdoren 81' Van Geneugden                                        | De Wilde Rutjes, Albert, Crasson, De Wolf Degryse, Van Baekel (70' Lamptey), Boffin, Versavel Nilis, Van Vossen (70' Bosman) |              |
| 17 januari 1993 Edmond Machtensstadion Molenbeek          | RWDM                                                        | 2-2                         | RSC Anderlecht                                                         | De Wilde Rutjes, Albert, Crasson, De Wolf Degryse, Van Baekel, Boffin, Walem Nilis, Van Vossen                               |              |
| 17 januari 1993 Edmond Machtensstadion Molenbeek          | 16' Jacobs 89' Vercauteren                                  | 1-0 1-1 1-2 2-2             | 28' Nilis 49' Nilis                                                    | De Wilde Rutjes, Albert, Crasson, De Wolf Degryse, Van Baekel, Boffin, Walem Nilis, Van Vossen                               |              |
| 23 januari 1993 Constant Vanden Stockstadion Anderlecht   | RSC Anderlecht                                              | 2-0                         | KSC Lokeren                                                            | De Wilde Rutjes, Albert, Crasson, De Wolf Degryse, Walem, Boffin (87' Kooiman), Versavel Nilis, Van Vossen (46' Bosman)      |              |
| 23 januari 1993 Constant Vanden Stockstadion Anderlecht   | 30' Nilis 67' Nilis                                         | 1-0 2-0                     |                                                                        | De Wilde Rutjes, Albert, Crasson, De Wolf Degryse, Walem, Boffin (87' Kooiman), Versavel Nilis, Van Vossen (46' Bosman)      |              |
| 29 januari 1993 Achter de Kazerne Mechelen                | KV Mechelen                                                 | 1-2                         | RSC Anderlecht                                                         | De Wilde Rutjes, Albert, Crasson, De Wolf Degryse, Van Baekel, Boffin, Walem Nilis, Van Vossen (66' Bosman)                  |              |
| 29 januari 1993 Achter de Kazerne Mechelen                | 61' Eykelkamp                                               | 1-0 1-1 1-2                 | 78' Versavel 84' Bosman                                                | De Wilde Rutjes, Albert, Crasson, De Wolf Degryse, Van Baekel, Boffin, Walem Nilis, Van Vossen (66' Bosman)                  |              |
| 6 februari 1993 Constant Vanden Stockstadion Anderlecht   | RSC Anderlecht                                              | 3-0                         | Club Luik                                                              | De Wilde Rutjes, Albert, Crasson, Kooiman (35' Marchoul) Degryse (87' Preko), Walem, Boffin, Versavel Nilis, Bosman          |              |
| 6 februari 1993 Constant Vanden Stockstadion Anderlecht   | 25' Degryse 37' Degryse 87' Bosman                          | 1-0 2-0 3-0                 |                                                                        | De Wilde Rutjes, Albert, Crasson, Kooiman (35' Marchoul) Degryse (87' Preko), Walem, Boffin, Versavel Nilis, Bosman          |              |
| 20 februari 1993 Freethiel Beveren                        | SK Beveren                                                  | 1-3                         | RSC Anderlecht                                                         | De Wilde Rutjes, Albert, Crasson, Kooiman Degryse, Van Baekel (82' De Wolf), Boffin (88' Preko), Walem Nilis, Bosman         |              |
| 20 februari 1993 Freethiel Beveren                        | 3' Boonen                                                   | 1-0 1-1 1-2 1-3             | 52' Nilis 67' Degryse 77' Albert                                       | De Wilde Rutjes, Albert, Crasson, Kooiman Degryse, Van Baekel (82' De Wolf), Boffin (88' Preko), Walem Nilis, Bosman         |              |
| 27 februari 1993 Constant Vanden Stockstadion Anderlecht  | RSC Anderlecht                                              | 3-1                         | Cercle Brugge                                                          | De Wilde Van Baekel (73' Preko), Albert, Crasson, De Wolf Degryse, Walem, Boffin, Versavel Nilis, Bosman                     |              |
| 27 februari 1993 Constant Vanden Stockstadion Anderlecht  | 22' Nilis 34' Nilis 42' Degryse                             | 0-1 1-1 2-1 3-1             | 12' Lamaire                                                            | De Wilde Van Baekel (73' Preko), Albert, Crasson, De Wolf Degryse, Walem, Boffin, Versavel Nilis, Bosman                     |              |
| 7 maart 1993 Regenboogstadion Waregem                     | KSV Waregem                                                 | 0-2                         | RSC Anderlecht                                                         | De Wilde Rutjes, Albert, Crasson, De Wolf Kooiman, Walem, Boffin, Versavel Degryse, Nilis                                    |              |
| 7 maart 1993 Regenboogstadion Waregem                     |                                                             | 0-1 0-2                     | 59' Degryse 88' Nilis                                                  | De Wilde Rutjes, Albert, Crasson, De Wolf Kooiman, Walem, Boffin, Versavel Degryse, Nilis                                    |              |
| 13 maart 1993 Constant Vanden Stockstadion Anderlecht     | RSC Anderlecht                                              | 5-0                         | KRC Genk                                                               | De Wilde Rutjes, Albert, Crasson, De Wolf Degryse, Walem, Boffin, Versavel Nilis, Bosman (54' Van Vossen)                    |              |
| 13 maart 1993 Constant Vanden Stockstadion Anderlecht     | 8' Boffin 18' Bosman 25' Versavel 40' Boffin 65' Van Vossen | 1-0 2-0 3-0 4-0 5-0         |                                                                        | De Wilde Rutjes, Albert, Crasson, De Wolf Degryse, Walem, Boffin, Versavel Nilis, Bosman (54' Van Vossen)                    |              |
| 21 maart 1993 Bosuilstadion Antwerpen                     | Antwerp FC                                                  | 0-2                         | RSC Anderlecht                                                         | De Wilde Rutjes, Houben, Kooiman, De Wolf (87' Emmers) Degryse, Walem, Boffin, Versavel Nilis, Bosman (87' Van Vossen)       |              |
| 21 maart 1993 Bosuilstadion Antwerpen                     |                                                             | 0-1 0-2                     | 33' Bosman 87' Boffin                                                  | De Wilde Rutjes, Houben, Kooiman, De Wolf (87' Emmers) Degryse, Walem, Boffin, Versavel Nilis, Bosman (87' Van Vossen)       |              |
| 3 april 1993 Jules Ottenstadion Gent                      | AA Gent                                                     | 1-1                         | RSC Anderlecht                                                         | De Wilde Crasson, Rutjes, Emmers, De Wolf Degryse, Kooiman, Boffin (89' Preko), Versavel Van Vossen, Bosman                  | 30' Crasson  |
| 3 april 1993 Jules Ottenstadion Gent                      | 73' Viscaal                                                 | 0-1 1-1                     | 27' Van Vossen                                                         | De Wilde Crasson, Rutjes, Emmers, De Wolf Degryse, Kooiman, Boffin (89' Preko), Versavel Van Vossen, Bosman                  | 30' Crasson  |
| 10 april 1993 Constant Vanden Stockstadion Anderlecht     | RSC Anderlecht                                              | 3-0                         | Lierse SK                                                              | De Wilde Rutjes, Emmers, Crasson, De Wolf Degryse, Walem, Boffin, Versavel (82' Kooiman) Nilis, Bosman (71' Van Vossen)      |              |
| 10 april 1993 Constant Vanden Stockstadion Anderlecht     | 10' Crasson 42' Bosman 54' Nilis                            | 1-0 2-0 3-0                 |                                                                        | De Wilde Rutjes, Emmers, Crasson, De Wolf Degryse, Walem, Boffin, Versavel (82' Kooiman) Nilis, Bosman (71' Van Vossen)      |              |
| 18 april 1993 Veltwijckpark Ekeren                        | Germinal Ekeren                                             | 1-1                         | RSC Anderlecht                                                         | De Wilde Crasson, Rutjes, Emmers, De Wolf Degryse, Walem, Boffin, Versavel Nilis, Bosman (46' Van Vossen)                    |              |
| 18 april 1993 Veltwijckpark Ekeren                        | 27' Hofmans                                                 | 1-0 1-1                     | 55' Versavel                                                           | De Wilde Crasson, Rutjes, Emmers, De Wolf Degryse, Walem, Boffin, Versavel Nilis, Bosman (46' Van Vossen)                    |              |
| 23 april 1993 Constant Vanden Stockstadion Anderlecht     | RSC Anderlecht                                              | 2-0                         | Standard Luik                                                          | De Wilde Rutjes, Emmers, Crasson, De Wolf Degryse, Walem, Boffin, Kooiman Nilis, Bosman (73' Van Vossen)                     |              |
| 23 april 1993 Constant Vanden Stockstadion Anderlecht     | 55' Boffin 62' Kooiman                                      | 1-0 2-0                     |                                                                        | De Wilde Rutjes, Emmers, Crasson, De Wolf Degryse, Walem, Boffin, Kooiman Nilis, Bosman (73' Van Vossen)                     |              |
| 28 april 1993 Fenixstadion Genk                           | KRC Genk                                                    | 0-1                         | RSC Anderlecht                                                         | Maes Asare, Emmers, Rutjes (55' Pijpens), De Wolf Kooiman (53' De Sart), Walem, Boffin, Van Baekel Nilis, Preko              |              |
| 28 april 1993 Fenixstadion Genk                           |                                                             | 0-1                         | 2' Boffin                                                              | Maes Asare, Emmers, Rutjes (55' Pijpens), De Wolf Kooiman (53' De Sart), Walem, Boffin, Van Baekel Nilis, Preko              |              |
| 2 mei 1993 Gemeentelijk Parkstadion Boom                  | Boom FC                                                     | 1-5                         | RSC Anderlecht                                                         | De Wilde Crasson, Emmers, Albert, De Wolf Van Vossen, Degryse, Walem, Boffin (80' Van Baekel) Nilis, Bosman                  |              |
| 2 mei 1993 Gemeentelijk Parkstadion Boom                  | 36' Muller 83' Ntelo (own.)                                 | 0-1 0-2 1-2 1-3 1-4 1-5     | 8' Bosman 35' Degryse 53' Albert 54' Bosman                            | De Wilde Crasson, Emmers, Albert, De Wolf Van Vossen, Degryse, Walem, Boffin (80' Van Baekel) Nilis, Bosman                  |              |
| 9 mei 1993 Constant Vanden Stockstadion Anderlecht        | RSC Anderlecht                                              | 1-0                         | Club Brugge                                                            | De Wilde Rutjes, Emmers, Crasson, Albert (46' Kooiman), Van Baekel Degryse, Walem, Boffin Nilis, Bosman (64' Van Vossen)     |              |
| 9 mei 1993 Constant Vanden Stockstadion Anderlecht        | 81' Nilis                                                   | 1-0                         |                                                                        | De Wilde Rutjes, Emmers, Crasson, Albert (46' Kooiman), Van Baekel Degryse, Walem, Boffin Nilis, Bosman (64' Van Vossen)     |              |
| 16 mei 1993 Stade de Mambourg Charleroi                   | Sporting Charleroi                                          | 2-1                         | RSC Anderlecht                                                         | De Wilde Crasson, Emmers, Rutjes, Van Baekel (80' Houben) Van Vossen, Degryse, Walem, Boffin Nilis, Bosman                   |              |
| 16 mei 1993 Stade de Mambourg Charleroi                   | 35' Malbasa 80' Malbasa                                     | 0-1 1-1 2-1                 | 15' Bosman                                                             | De Wilde Crasson, Emmers, Rutjes, Van Baekel (80' Houben) Van Vossen, Degryse, Walem, Boffin Nilis, Bosman                   |              |

### Klassement
|         |    |                    | GW | W  | G  | V  | DV | DT | DS  | Ptn |
| ------- | -- | ------------------ | -- | -- | -- | -- | -- | -- | --- | --- |
| K (CL)  | 1  | RSC Anderlecht     | 34 | 26 | 6  | 2  | 80 | 24 | 56  | 58  |
| (beker) | 2  | Standard Luik      | 34 | 18 | 9  | 7  | 69 | 43 | 26  | 45  |
| (UEFA)  | 3  | KV Mechelen        | 34 | 18 | 6  | 10 | 53 | 33 | 20  | 42  |
| (UEFA)  | 4  | KSV Waregem        | 34 | 17 | 8  | 9  | 78 | 45 | 33  | 42  |
| (UEFA)  | 5  | Antwerp FC         | 34 | 17 | 7  | 10 | 61 | 42 | 19  | 41  |
|         | 6  | Club Brugge        | 34 | 16 | 8  | 10 | 49 | 32 | 17  | 40  |
|         | 7  | Sporting Charleroi | 34 | 16 | 8  | 10 | 58 | 46 | 12  | 40  |
|         | 8  | KSK Beveren        | 34 | 15 | 7  | 12 | 47 | 42 | 5   | 37  |
|         | 9  | AA Gent            | 34 | 12 | 10 | 12 | 51 | 51 | 0   | 34  |
|         | 10 | Lierse SK          | 34 | 12 | 7  | 15 | 41 | 51 | −10 | 31  |
|         | 11 | RWDM               | 34 | 10 | 11 | 13 | 39 | 45 | −6  | 31  |
|         | 12 | Club Luik          | 34 | 10 | 8  | 16 | 48 | 71 | −23 | 28  |
|         | 13 | Cercle Brugge      | 34 | 9  | 10 | 15 | 65 | 73 | −8  | 28  |
|         | 14 | Germinal Ekeren    | 34 | 10 | 7  | 17 | 57 | 67 | −10 | 27  |
|         | 15 | KRC Genk           | 34 | 8  | 11 | 15 | 37 | 50 | −13 | 27  |
|         | 16 | Lommel             | 34 | 9  | 4  | 21 | 42 | 79 | −37 | 22  |
|         | 17 | KSC Lokeren        | 34 | 4  | 12 | 18 | 32 | 58 | −26 | 20  |
|         | 18 | Boom FC            | 34 | 6  | 7  | 21 | 40 | 95 | −55 | 19  |

## Beker van België

### Wedstrijden
| Beker van België                                         |                                                                           |                                 |                          | |              |
| Wedstrijddetails                                         | Thuisploeg                                                                | Uitslag                         | Uitploeg                 | Opstelling | Rode kaarten |
| 1/16 finale                                              |                                                                           |                                 |                          | |              |
| 11 november 1992 Daknamstadion Lokeren                   | KSC Lokeren                                                               | 1-2                             | RSC Anderlecht           | De Wilde Crasson, Marchoul, Rutjes, Albert Boffin, Bosman (86' Kooiman), Walem, Versavel Nilis, Van Vossen (61' Preko)    |              |
| 11 november 1992 Daknamstadion Lokeren                   | 2' Samson                                                                 | 1-0 1-1 1-2                     | 42' Nilis 49' Albert     | De Wilde Crasson, Marchoul, Rutjes, Albert Boffin, Bosman (86' Kooiman), Walem, Versavel Nilis, Van Vossen (61' Preko)    |              |
| 1/8 finale                                               |                                                                           |                                 |                          | |              |
| 23 december 1992 Stade Vélodrome de Rocourt Luik         | Club Luik                                                                 | 0-2                             | RSC Anderlecht           | De Wilde De Wolf, Crasson, Rutjes, Albert Versavel, Degryse, Walem, Boffin Nilis, Van Vossen (86' Bosman)                 |              |
| 23 december 1992 Stade Vélodrome de Rocourt Luik         |                                                                           | 0-1 0-2                         | 58' Van Vossen 83' Nilis | De Wilde De Wolf, Crasson, Rutjes, Albert Versavel, Degryse, Walem, Boffin Nilis, Van Vossen (86' Bosman)                 |              |
| 1/4 finale                                               |                                                                           |                                 |                          | |              |
| 17 februari 1993 Constant Vanden Stockstadion Anderlecht | RSC Anderlecht                                                            | 7-1                             | Verbroedering Geel (II)  | De Wilde Crasson, Rutjes, Albert, Kooiman Van Baekel (70' De Wolf), Degryse (75' Van Vossen), Walem, Boffin Nilis, Bosman | 80' Albert   |
| 17 februari 1993 Constant Vanden Stockstadion Anderlecht | 6' Bosman 22' Bosman 33' Nilis 34' Bosman 36' Boffin 47' Bosman 48' Nilis | 1-0 2-0 3-0 4-0 5-0 6-0 7-0 7-1 | 62' M'Buyu               | De Wilde Crasson, Rutjes, Albert, Kooiman Van Baekel (70' De Wolf), Degryse (75' Van Vossen), Walem, Boffin Nilis, Bosman | 80' Albert   |
| 1/2 finale                                               |                                                                           |                                 |                          | |              |
| 27 mei 1993 Constant Vanden Stockstadion Anderlecht      | RSC Anderlecht                                                            | 1-2                             | Sporting Charleroi       | De Wilde Emmers, Crasson, Rutjes, Albert Van Vossen (69' Versavel), Degryse, Walem, Boffin Nilis, Bosman                  |              |
| 27 mei 1993 Constant Vanden Stockstadion Anderlecht      | 80' Versavel                                                              | 0-1 0-2 1-2                     | 21' Janevski 38' Wuyts   | De Wilde Emmers, Crasson, Rutjes, Albert Van Vossen (69' Versavel), Degryse, Walem, Boffin Nilis, Bosman                  |              |
| 31 mei 1993 Stade de Mambourg Charleroi                  | Sporting Charleroi                                                        | 3-2                             | RSC Anderlecht           | De Wilde Emmers, Crasson, Rutjes, Albert Boffin, Degryse, Walem (75' Bosman), Versavel Nilis, Van Vossen                  |              |
| 31 mei 1993 Stade de Mambourg Charleroi                  | 63' Suray 70' Casto 85' Brogno                                            | 1-0 1-1 2-1 3-1 3-2             | 64' Degryse 90' Albert   | De Wilde Emmers, Crasson, Rutjes, Albert Boffin, Degryse, Walem (75' Bosman), Versavel Nilis, Van Vossen                  |              |

## Europees

### Wedstrijden
| UEFA Cup                                                  |                                                   |                         |                                    | |              |
| Wedstrijddetails                                          | Thuisploeg                                        | Uitslag                 | Uitploeg                           | Opstelling | Rode kaarten |
| 1/32 finale                                               |                                                   |                         |                                    | |              |
| 15 september 1992 Easter Road Edinburgh                   | Hibernian FC                                      | 2-2                     | RSC Anderlecht                     | De Wilde Crasson, Emmers (9' De Sart), Albert, De Wolf Boffin, Degryse, Kooiman, Versavel Nilis (86' Walem), Van Vossen |              |
| 15 september 1992 Easter Road Edinburgh                   | 4' Beaumont 81' Evans                             | 1-0 1-1 1-2 2-2         | 40' Degryse 68' Van Vossen         | De Wilde Crasson, Emmers (9' De Sart), Albert, De Wolf Boffin, Degryse, Kooiman, Versavel Nilis (86' Walem), Van Vossen |              |
| 29 september 1992 Constant Vanden Stockstadion Anderlecht | RSC Anderlecht                                    | 1-1                     | Hibernian FC                       | De Wilde Kooiman (46' Versavel), Crasson, Rutjes, Albert, De Wolf Boffin, Degryse, Walem Nilis, Van Vossen              |              |
| 29 september 1992 Constant Vanden Stockstadion Anderlecht | 5' Nilis                                          | 1-0 1-1                 | 14' Jackson                        | De Wilde Kooiman (46' Versavel), Crasson, Rutjes, Albert, De Wolf Boffin, Degryse, Walem Nilis, Van Vossen              |              |
| 1/16 finale                                               |                                                   |                         |                                    | |              |
| 21 oktober 1992 Constant Vanden Stockstadion Anderlecht   | RSC Anderlecht                                    | 4-2                     | FC Dynamo Kiev                     | De Wilde Kooiman (29' Versavel), Crasson, Rutjes, Albert, De Wolf Boffin, Degryse, Walem Nilis, Van Vossen              |              |
| 21 oktober 1992 Constant Vanden Stockstadion Anderlecht   | 23' Nilis 38' Degryse 50' Versavel 62' Van Vossen | 0-1 1-1 2-1 3-1 3-2 4-2 | 19' Shkapenko 52' Leonenko         | De Wilde Kooiman (29' Versavel), Crasson, Rutjes, Albert, De Wolf Boffin, Degryse, Walem Nilis, Van Vossen              |              |
| 4 november 1992 Valeri Lobanovskystadion Kiev             | FC Dynamo Kiev                                    | 0-3                     | RSC Anderlecht                     | De Wilde De Wolf, Crasson, Rutjes, Albert, Boffin Versavel, Degryse, Walem Nilis (72' Kooiman), Van Vossen              |              |
| 4 november 1992 Valeri Lobanovskystadion Kiev             |                                                   | 0-1 0-2 0-3             | 19' Van Vossen 60' Nilis 67' Nilis | De Wilde De Wolf, Crasson, Rutjes, Albert, Boffin Versavel, Degryse, Walem Nilis (72' Kooiman), Van Vossen              |              |
| 1/8 finale                                                |                                                   |                         |                                    | |              |
| 24 november 1992 Parc des Princes Parijs                  | Paris Saint-Germain                               | 0-0                     | RSC Anderlecht                     | De Wilde De Wolf, Crasson, Rutjes, Albert, Boffin Versavel, Degryse, Kooiman Nilis, Van Vossen (88' Walem)              | 57' Albert   |
| 24 november 1992 Parc des Princes Parijs                  |                                                   |                         |                                    | De Wilde De Wolf, Crasson, Rutjes, Albert, Boffin Versavel, Degryse, Kooiman Nilis, Van Vossen (88' Walem)              | 57' Albert   |
| 8 december 1992 Constant Vanden Stockstadion Anderlecht   | RSC Anderlecht                                    | 1-1                     | Paris Saint-Germain                | De Wilde De Wolf, Crasson, Rutjes, Boffin Van Baekel, Bosman, Walem, Versavel Nilis, Van Vossen                         |              |
| 8 december 1992 Constant Vanden Stockstadion Anderlecht   | 54' Bosman                                        | 1-0 1-1                 | 76' Kombouaré                      | De Wilde De Wolf, Crasson, Rutjes, Boffin Van Baekel, Bosman, Walem, Versavel Nilis, Van Vossen                         |              |

## Statistieken
De speler met de meeste wedstrijden is in het groen aangeduid, de speler met de meeste doelpunten in het geel.
| Naam                  | Eerste Klasse | Eerste Klasse | Beker van België | Beker van België | UEFA Cup | UEFA Cup | Totaal | Totaal |
| Naam                  | Wed.          | Goals         | Wed.             | Goals            | Wed.     | Goals    | Wed.   | Goals  |
| --------------------- | ------------- | ------------- | ---------------- | ---------------- | -------- | -------- | ------ | ------ |
| Philippe Albert       | 26            | 5             | 5                | 2                | 5        | 0        | 36     | 7      |
| Isaas Asare           | 1             | 0             | 0                | 0                | 0        | 0        | 1      | 0      |
| Danny Boffin          | 35            | 9             | 5                | 1                | 6        | 0        | 46     | 10     |
| John Bosman           | 30            | 13            | 5                | 4                | 1        | 1        | 36     | 18     |
| Bertrand Crasson      | 33            | 3             | 5                | 0                | 6        | 0        | 44     | 3      |
| Jean-François De Sart | 5             | 0             | 0                | 0                | 1        | 0        | 6      | 0      |
| Filip De Wilde        | 32            | 0             | 5                | 0                | 6        | 0        | 43     | 0      |
| Michel De Wolf        | 30            | 0             | 2                | 0                | 6        | 0        | 38     | 0      |
| Marc Degryse          | 33            | 11            | 4                | 1                | 5        | 2        | 42     | 14     |
| Marc Emmers           | 14            | 1             | 2                | 0                | 1        | 0        | 17     | 1      |
| Jean-Marie Houben     | 2             | 0             | 0                | 0                | 0        | 0        | 2      | 0      |
| Wim Kooiman           | 25            | 1             | 2                | 0                | 5        | 0        | 32     | 1      |
| Nii Lamptey           | 1             | 0             | 0                | 0                | 0        | 0        | 1      | 0      |
| Peter Maes            | 4             | 0             | 0                | 0                | 0        | 0        | 4      | 0      |
| Guy Marchoul          | 3             | 0             | 1                | 0                | 0        | 0        | 4      | 0      |
| Charly Musonda        | 1             | 0             | 0                | 0                | 0        | 0        | 1      | 0      |
| Luc Nilis             | 29            | 19            | 5                | 4                | 6        | 4        | 40     | 27     |
| Olivier Pypens        | 1             | 0             | 0                | 0                | 0        | 0        | 1      | 0      |
| Yaw Preko             | 5             | 0             | 1                | 0                | 0        | 0        | 6      | 0      |
| Graeme Rutjes         | 27            | 0             | 5                | 0                | 5        | 0        | 37     | 0      |
| Serge Sironval        | 0             | 0             | 0                | 0                | 0        | 0        | 0      | 0      |
| Alain Van Baekel      | 8             | 0             | 1                | 0                | 1        | 0        | 10     | 0      |
| Peter van Vossen      | 29            | 6             | 5                | 1                | 6        | 3        | 40     | 10     |
| Bruno Versavel        | 29            | 11            | 4                | 1                | 6        | 1        | 39     | 13     |
| Johan Walem           | 32            | 0             | 5                | 0                | 6        | 0        | 43     | 0      |

## Afbeeldingen

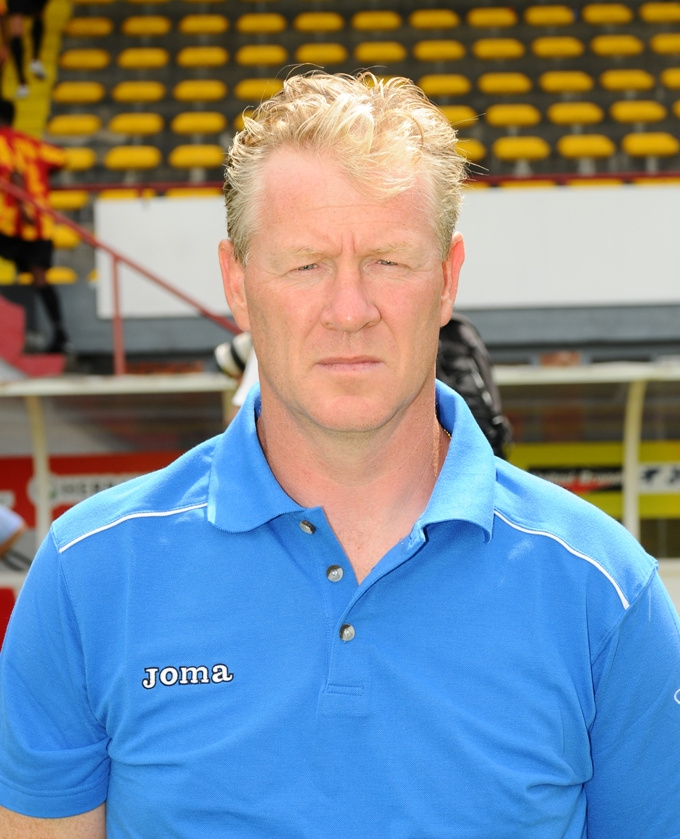
Peter Maes (doelman)
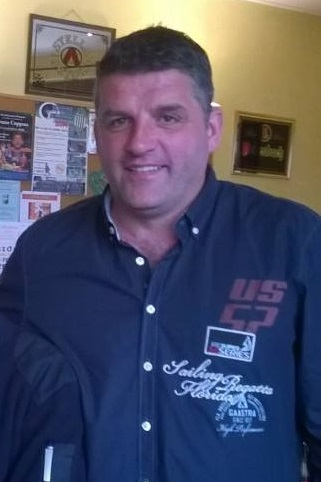
Philippe Albert (verdediger)
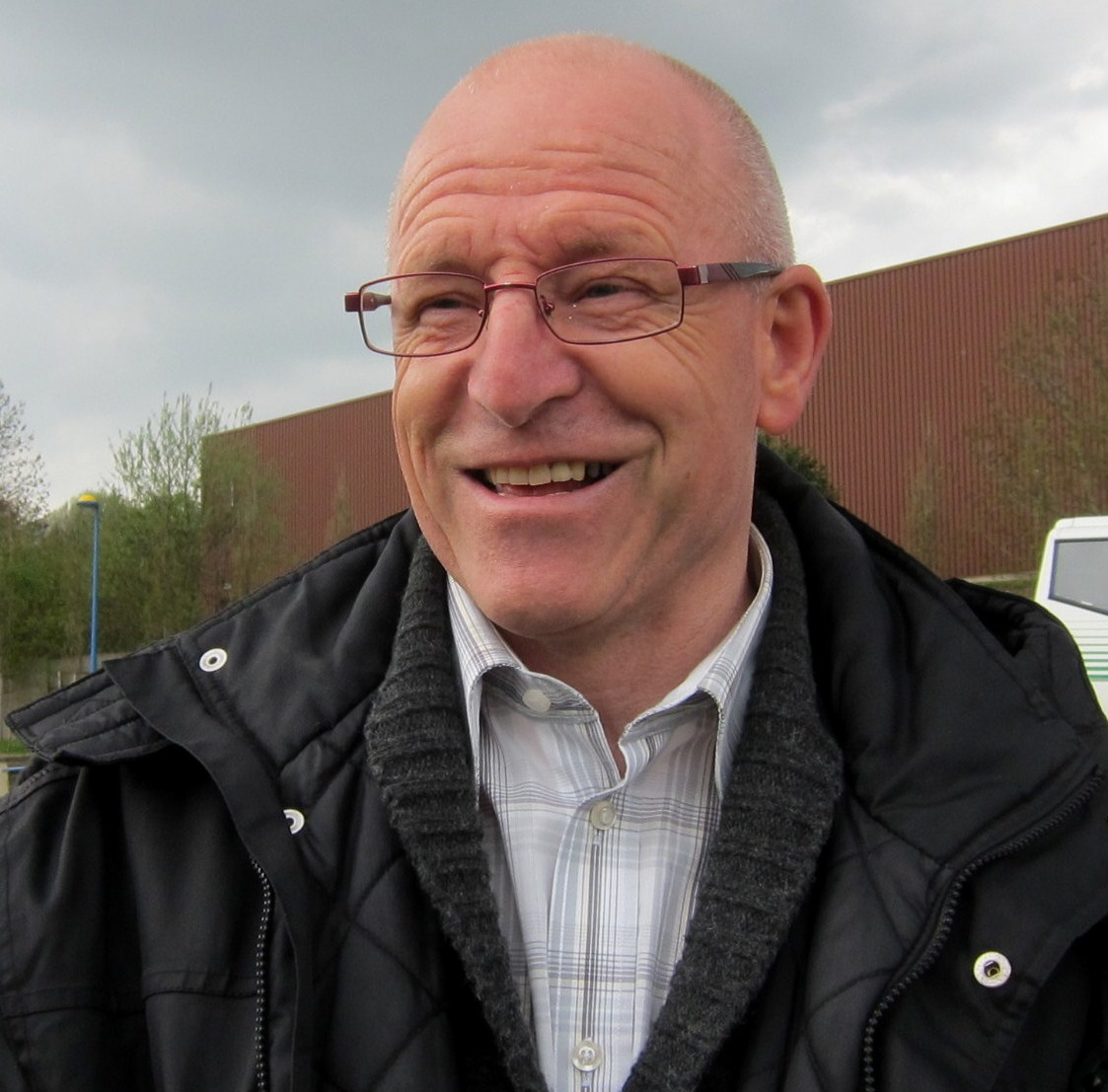
Michel De Wolf (verdediger)
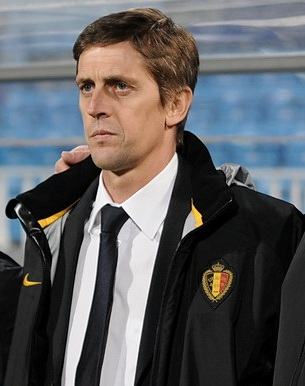
Jean-François De Sart (verdediger)
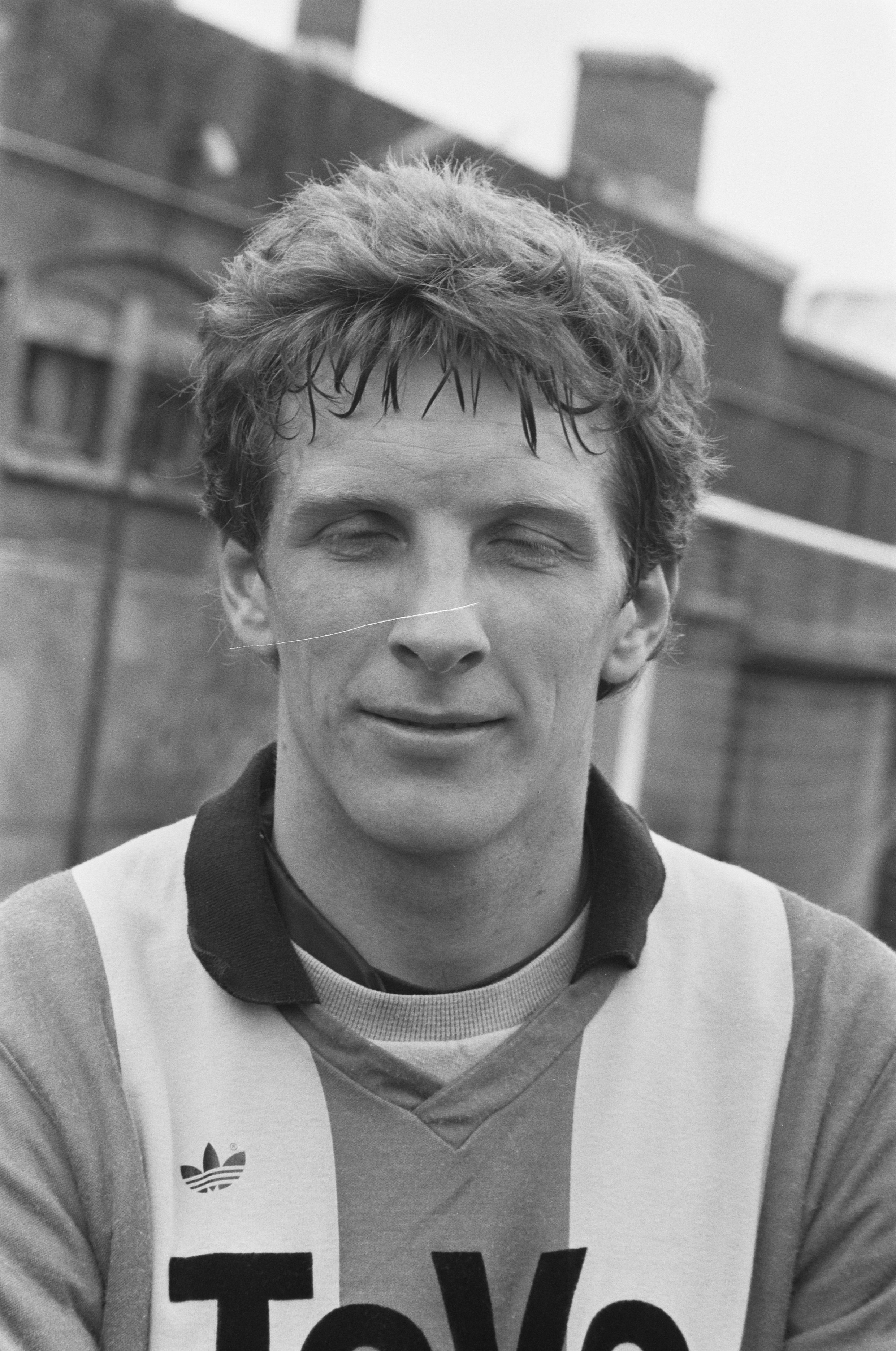
Graeme Rutjes (verdediger)
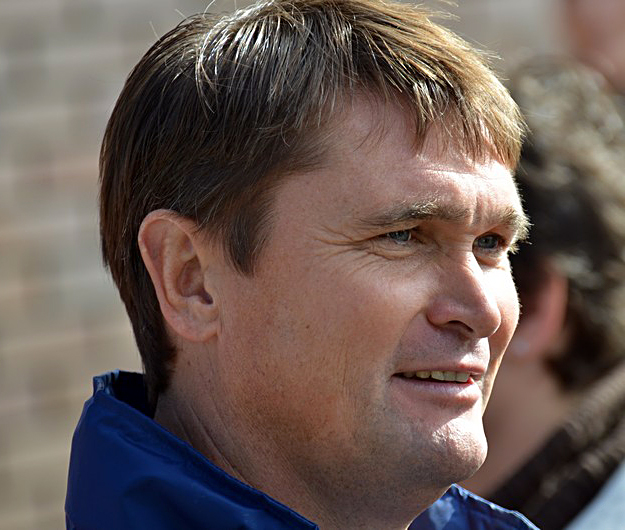
John Bosman (aanvaller)